# 1948 en Palestine mandataire
Chronologie de la Palestine
- 1944
- 1945
- 1946
- 1947
- 1948
- 1949
- 1950
- 1951
- 1952

Cette page concerne les évènements survenus en 1948 en Palestine mandataire :

## Évènements
- 1948-1959 : Occupation de la bande de Gaza par l'Égypte
- 1944-1948 : Insurrection juive en Palestine mandataire (en)
- Guerre civile de 1947-1948 en Palestine mandataire
- Exode ou expulsion du peuple palestinien (également appelée Nakba) : Estimation de l'expulsion et de la fuite des Palestiniens (en).
- Décembre 1947-18 juillet : Bataille de Jérusalem (en)
- Dans la nuit du 31 décembre 1947 au 1er janvier 1948 : Massacre de Bilad el Cheïkh commis par la Haganah.
- 5 janvier : Attentat à l'hôtel Sémiramis de Jérusalem commis par la Haganah, tuant 24 ou 26 personnes, dont au moins un enfant[1].
- 14 janvier : Bataille des 3 Shevat (en)
- 22 février : Attentat à la bombe dans la rue Ben Yehuda : Trois camions de l'armée britannique, menés par une voiture blindée conduite par des irréguliers arabes et des déserteurs britanniques, explosent dans la rue Ben Yehuda, à Jérusalem, visant les bureaux du journal The Palestine Post, le marché de la rue Ben Yehuda et l’arrière-cour des bureaux de l’Agence juive, faisant respectivement 22, 53 et 13 morts et blessant 140 personnes[2],[3],[4],[5].
- 15 février : Le premier numéro du quotidien de langue hébraïque Maariv est publié.
- 28 février : Les Brigade Carmeli et Brigade Golani sont formées.
- 2 mars : Les forces de la Haganah effectuent des bombardements sur le chemin de fer de la vallée de Jezréel (en), qui l'endommagent considérablement.
- 6 mars : Fawzi al-Qawuqji, le commandant de terrain de l'Armée de libération arabe, traverse le pont Allenby, sur le Jourdain, à la frontière entre la Cisjordanie occupée et la Jordanie avec ses troupes, qui comptent environ 500 soldats.
- 11 mars : Le siège de l'Agence juive pour la Palestine à Jérusalem est bombardé par des agents du Grand Mufti de Jérusalem Mohammed Amin al-Husseini (bilan : 12 morts)
- 17 mars 1947 : Le bureau de presse de l'Agence juive, situé au 5 de la rue Ben Yehuda, est bombardé par John Hanson (Jack) May, un officier de la police palestinienne, en représailles à la mort de ses collègues et en réponse à un article du Palestine Post rédigé par le commentateur américain Ben Hecht, qui avait écrit qu'il avait « une petite fête dans (son) cœur lorsqu'il apprenait la mort de chaque Britannique ». La bombe cause d'importants dégâts matériels, mais comme elle a été placée le soir, lorsque les bureaux étaient vides, il n'y a ni morts ni blessés.
- 30 mars : Opération Hashmed : la Haganah nettoie la route Isdud-Yibna.
- 4-5 avril : Nettoyage par la Haganah des villages situés autour de la route Haïfa-Jénine.
- 5-20 avril : Opération Nahshon :  dégagement par la Haganah des forces arabes qui bloquent la route de Jérusalem.
- 9 avril : Massacre de Deir Yassin : environ 120 combattants des groupes paramilitaires sionistes Irgoun et Lehi attaquent Deir Yassin, près de Jérusalem, un village arabe d'environ 600 habitants : plus de 100 civils sont tués.
- 10 avril : Fondation du moshav Bror Hayil (en).
- 25-30 avril : Opération Hametz (en)
- 14 mai : 
  - Fin de la guerre civile en Palestine mandataire.
  - Déclaration d'indépendance de l'État d'Israël, naissance de l'État juif en Terre d'Israël. La déclaration est faite à Tel Aviv, quelques heures avant l'expiration du mandat britannique.
  - À minuit, fin du mandat britannique sur la Palestine (en) : l'État d'Israël voit le jour.
  - Début de la guerre israélo-arabe de 1948-1949
- 31 mai-4 juin : Bataille de Jénine (en)
- 6-7 juin : Bataille de Nitzanim
- 17 septembre : Assassinat par le Lehi (organisation sioniste) du diplomate suédois et médiateur de l'ONU Folke Bernadotte.

Expulsion de Palestiniens de Haïfa par les hommes de la Haganah.
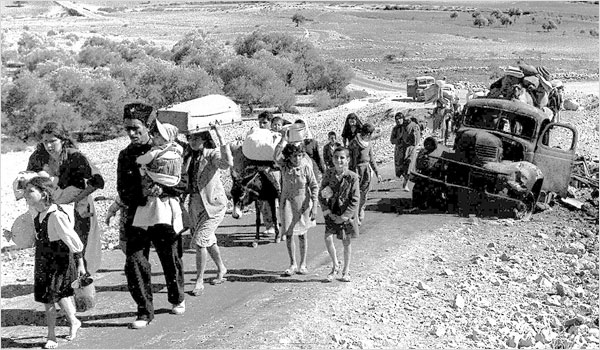
Réfugiés palestiniens lors de la Nakba

## Création
- Création du comité de transfert au sein du Yishouv, visant au déplacement des Arabes hors de Palestine.

```
* 15 mai 1948 : création de l’État d’Israël
```

## Naissances
- 15 janvier : Avishay Braverman (en), économiste et homme politique israélien, président de l'université Ben-Gourion du Néguev.
- 17 janvier : David Witzthum (en), présentateur de télévision, éditeur et conférencier israélien.
- 24 mars : Shraga Bar, footballeur israélien.
- 4 avril : Michael Kleiner (en), politicien israélien.
- 8 avril : Esther Salmovitz (en), avocate et femme politique israélienne.
- 3 mai : Amikam Balshan (en), maître d'échecs israélien.
- 21 octobre : Mahmoud al-Rimawy, écrivain et journaliste.

## Décès
- 8 avril : Abd al-Kader al-Husseini, commandant militaire arabe palestinien, tué au combat.
- 13 avril : Chaim Yassky (en), médecin et administrateur médical juif, tué lors du massacre du convoi pour l'hôpital du mont Scopus.